# 6 Heures de Watkins Glen

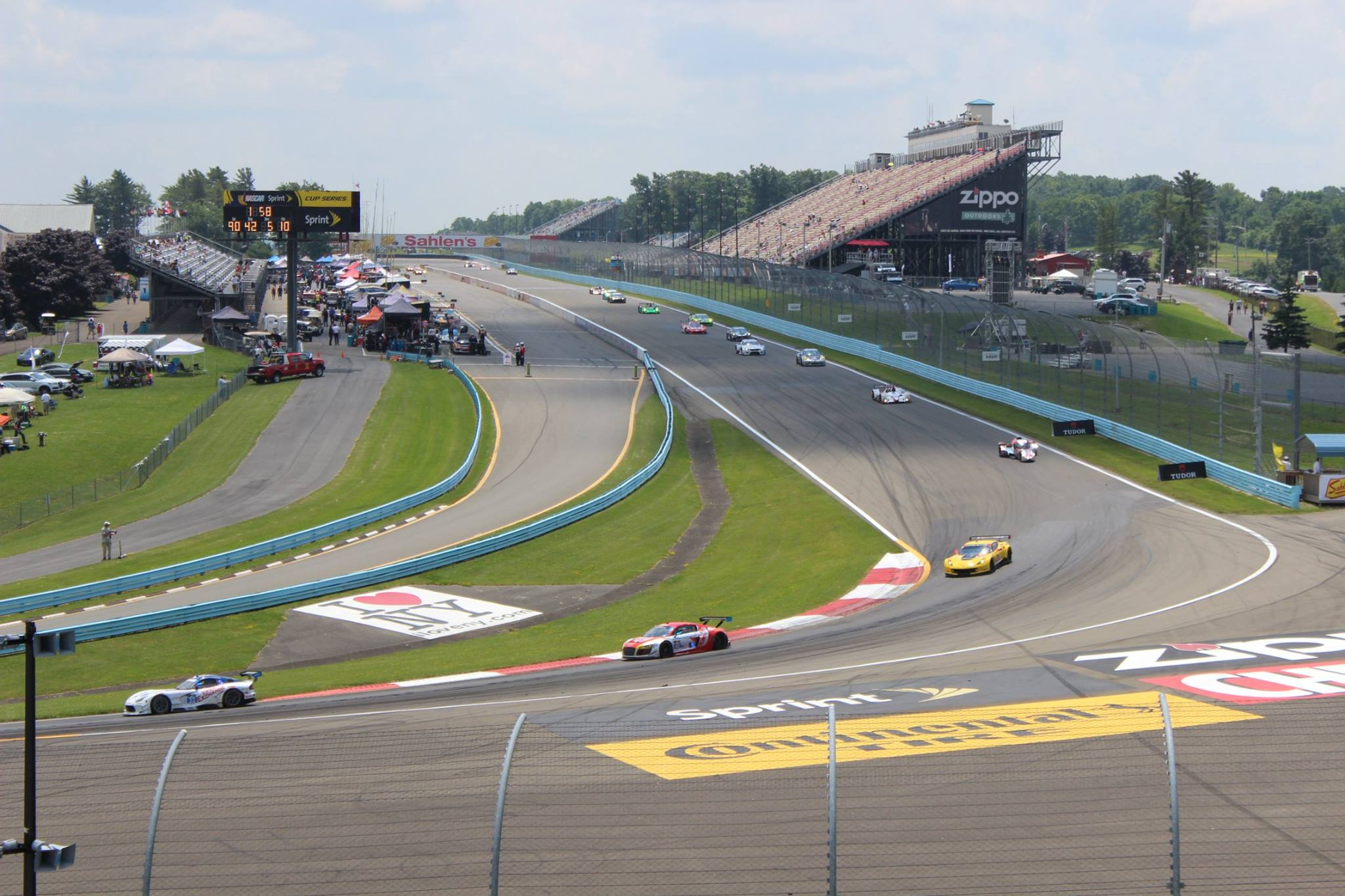
6 Heures de Watkins Glen 2014

Les 6 Heures de Watkins Glen (Sahlen's Six Hours of The Glen) sont une course d'endurance automobile réservée aux voitures de sport (Sport-prototypes) et de Grand Tourisme, disputée depuis 1948 sur le circuit Watkins Glen International (« The Glen ») à Watkins Glen, dans l'État de New York aux États-Unis. Cette course a appartenu à différents championnats tels que les SCCA National Sports Car Championship, United States Road Racing Championship, Championnat du monde des voitures de sport, Championnat IMSA GT, Rolex Sports Car Series et actuellement United SportsCar Championship.

## Histoire
Le premier Grand Prix de Watkins Glen se tient en 1948 sur un premier tracé routier de 10,6 km (6,6 miles) autour du village de Watkins Glen ; l'épreuve compte huit tours. Durant la course de 1950, un premier accident voit la mort du pilote américain Sam Collier et trois spectateurs sont blessés lors d'une course annexe. En 1952, un spectateur est tué (un garçon de sept ans) et douze autres sont blessés lorsqu'un concurrent quitte la route dans la ligne droite du départ traversant le village. Devant les risques, les organisateurs décident alors de déplacer l'épreuve sur un nouveau tracé de 7,4 km (4,6 miles) hors de la ville à partir de 1953, mais les remarques des participants amènent à la création d'un circuit permanent à partir de 1956, le Watkins Glen International.
La course est inscrite pour la première fois au SCCA National Sports Car Championship en 1951 avant d'appartenir à l'United States Road Racing Championship en 1963. C'est en intégrant de 1968 à 1981 le Championnat du monde des voitures de sport que la course prend une durée de six heures. En 1982, les difficultés financières et la décision de la FIA de ne plus organiser d'épreuves aux États-Unis marquent l'arrêt temporaire de la course.
L'épreuve est de nouveau organisée en 1984 au sein du Championnat IMSA GT puis est intégrée à l'United States Road Racing Championship qui renaît en 1998. Mais ce championnat est arrêté en cours de saison en 1999 et c'est le Championnat FIA GT qui encadre la course cette année-là.
Les 6 Heures de Watkins Glen sont considérées comme une des plus grandes courses américaines d'endurance avec les 24 Heures de Daytona, les 12 Heures de Sebring et le Petit Le Mans. Ces courses appartiennent à la mini série North American Endurance Championship (ou NAEC) initiée en 2012 et conservée après l'unification des séries American Le Mans Series et Grand-Am Road Racing.

## Palmarès
| Année                                 | Pilotes                                                          | Équipe                                    | Voiture                                   | Distance/Durée                            | Championnat                                |
| Premier tracé urbain                  | Premier tracé urbain                                             | Premier tracé urbain                      | Premier tracé urbain                      | Premier tracé urbain                      | Premier tracé urbain                       |
| ------------------------------------- | ---------------------------------------------------------------- | ----------------------------------------- | ----------------------------------------- | ----------------------------------------- | ------------------------------------------ |
| 1948                                  | Frank Griswold                                                   | Frank Griswold                            | Alfa Romeo 8C 2900B                       | 50 miles                                  |                                            |
| 1949                                  | Miles Collier                                                    | Collier Bros.                             | Riley-Mercury Special                     | 100 miles                                 |                                            |
| 1950                                  | Erwin Goldschmidt                                                | Alfred Goldschmidt                        | Allard J2-Cadillac                        | 100 miles                                 |                                            |
| 1951                                  | Phil Walters                                                     | Briggs Cunningham                         | Cunningham C2R                            | 100 miles                                 | SCCA National Sports Car Championship      |
| 1952                                  | Briggs Cunningham                                                | Briggs Cunningham                         | Cunningham C4R-Chrysler                   | 100 miles                                 | SCCA National Sports Car Championship      |
| Second tracé                          |                                                                  |                                           |                                           |                                           |                                            |
| 1953                                  | Walt Hansgen                                                     | Walt Hansgen                              | Jaguar XK120                              | 100 miles                                 |                                            |
| 1954                                  | Phil Walters.(2)                                                 | Briggs Cunningham                         | Cunningham C4R-Chrysler                   | 100 miles                                 | SCCA National Sports Car Championship      |
| 1955                                  | Sherwood Johnston                                                | Briggs Cunningham                         | Jaguar D-Type                             | 100 miles                                 | SCCA National Sports Car Championship      |
| Circuit de Watkins Glen International |                                                                  |                                           |                                           |                                           |                                            |
| 1956                                  | George Constantine                                               | Mary L. Constantine                       | Jaguar D-Type                             | 50 miles                                  | SCCA National Sports Car Championship      |
| 1957                                  | Walt Hansgen                                                     | Briggs Cunningham                         | Jaguar D-Type.(3)                         | 100 miles                                 | SCCA National Sports Car Championship      |
| 1958                                  | Ed Crawford                                                      | Briggs Cunningham                         | Lister-Jaguar                             | 100 miles                                 | SCCA National Sports Car Championship      |
| 1959                                  | Walt Hansgen                                                     | Briggs Cunningham                         | Lister-Costin Jaguar                      | 100 miles                                 | SCCA National Sports Car Championship      |
| 1960                                  | Augie Pabst                                                      | Meister Brauser                           | Scarab Mk II-Chevrolet                    | 100 miles                                 | SCCA National Sports Car Championship      |
| 1961                                  | George Constantine                                               | John T. Bunch                             | Ferrari 250 TR 59                         | 100 miles                                 | SCCA National Sports Car Championship      |
| 1962                                  | Walt Hansgen.(4)                                                 | Briggs Cunningham.(8)                     | Cooper Monaco T61-Buick                   | 100 miles                                 | SCCA National Sports Car Championship      |
| 1963                                  | Bob Holbert                                                      |                                           | Porsche 718 RS61                          | 300 kilomètres                            | United States Road Racing Championship     |
| 1964                                  | Jim Hall                                                         | Chaparral Cars                            | Chaparral 2A Chevrolet                    | 200 miles                                 | United States Road Racing Championship     |
| 1965                                  | Jim Hall.(2)                                                     | Chaparral Cars.(2)                        | Chaparral 2A Chevrolet.(2)                | 200 miles                                 | United States Road Racing Championship     |
| 1966                                  | John Fulp                                                        |                                           | Lola T70 Mk.2-Chevrolet                   | 200 miles                                 | United States Road Racing Championship     |
| 1967                                  | Mark Donohue                                                     | Roger Penske                              | Lola T70 Mk.3-Chevrolet                   | 200 miles                                 | United States Road Racing Championship     |
| 1968                                  | Mark Donohue.(2)                                                 | Roger Penske.(2)                          | McLaren M6A-Chevrolet                     | 200 miles                                 | United States Road Racing Championship     |
| 1968                                  | Jacky Ickx Lucien Bianchi                                        | J.W. Automotive Engineering               | Ford GT40                                 | 6 heures                                  | Championnat du monde des voitures de sport |
| 1969                                  | Jo Siffert Brian Redman                                          | Porsche of Austria                        | Porsche 908/02                            | 6 heures                                  | Championnat du monde des voitures de sport |
| 1970                                  | Pedro Rodríguez Leo Kinnunen Jo Siffert.(2)                      | J.W. Automotive Engineering.(2)           | Porsche 917K                              | 6 heures                                  | Championnat du monde des voitures de sport |
| 1971                                  | Andrea de Adamich Ronnie Peterson                                | Autodelta SpA                             | Alfa Romeo T33/3                          | 6 heures                                  | Championnat du monde des voitures de sport |
| 1972                                  | Mario Andretti Jacky Ickx.(2)                                    | SpA Ferrari SEFAC                         | Ferrari 312PB                             | 6 heures                                  | Championnat du monde des voitures de sport |
| 1973                                  | Gérard Larrousse Henri Pescarolo                                 | Matra Sports-Simca                        | Matra Simca MS670B                        | 6 heures                                  | Championnat du monde des voitures de sport |
| 1974                                  | Jean-Pierre Jarier Jean-Pierre Beltoise                          | Matra Sports Gitanes.(2)                  | Matra Simca MS670C                        | 6 heures                                  | Championnat du monde des voitures de sport |
| 1975                                  | Derek Bell Henri Pescarolo.(2)                                   | Willi Kauhsen Racing Team                 | Alfa Romeo 33TT12                         | 6 heures                                  | Championnat du monde des voitures de sport |
| 1976                                  | Rolf Stommelen Manfred Schurti                                   | Martini Racing Porsche System             | Porsche 935                               | 6 heures                                  | Championnat du monde des voitures de sport |
| 1977                                  | Jochen Mass Jacky Ickx                                           | Martini Racing Porsche System.(2)         | Porsche 935/77                            | 6 heures                                  | Championnat du monde des voitures de sport |
| 1978                                  | Toine Hezemans John Fitzpatrick                                  | Gelo Racing Team                          | Porsche 935/77.(2)                        | 6 heures                                  | Championnat du monde des voitures de sport |
| 1979                                  | Don Whittington Klaus Ludwig Bill Whittington                    | Whittington Brothers Kremer Racing        | Porsche 935 K3                            | 6 heures                                  | Championnat du monde des voitures de sport |
| 1980                                  | Hans Heyer Riccardo Patrese                                      | Lancia Corse                              | Lancia Beta Monte Carlo                   | 6 heures                                  | Championnat du monde des voitures de sport |
| 1981                                  | Riccardo Patrese.(2) Michele Alboreto                            | Martini Lancia                            | Lancia Beta Monte Carlo.(2)               | 6 heures                                  | Championnat du monde des voitures de sport |
| 1982 et 1983                          | Pas de courses                                                   | Pas de courses                            | Pas de courses                            | Pas de courses                            | Pas de courses                             |
| 1984                                  | Al Holbert Derek Bell Jim Adams                                  | Holbert Racing                            | Porsche 962                               | 6 heures                                  | Championnat IMSA GT                        |
| 1985                                  | Al Holbert Derek Bell                                            | Holbert Racing                            | Porsche 962                               | 3 heures                                  | Championnat IMSA GT                        |
| 1986                                  | Al Holbert.(3) Derek Bell.(3)                                    | Holbert Racing .(3)                       | Porsche 962                               | 500 miles                                 | Championnat IMSA GT                        |
| 1987                                  | Price Cobb Vern Schuppan                                         | Dyson Racing                              | Porsche 962.(4)                           | 500 kilomètres                            | Championnat IMSA GT                        |
| 1988                                  | Geoff Brabham John Morton                                        | Electramotive Engeineering                | Nissan GTP ZX-Turbo                       | 500 kilomètres                            | Championnat IMSA GT                        |
| 1989                                  | Geoff Brabham.(2) Chip Robinson                                  | Electramotive Engeineering.(2)            | Nissan GTP ZX-Turbo.(2)                   | 500 kilomètres                            | Championnat IMSA GT                        |
| 1990                                  | Chip Robinson.(2) Bob Earl                                       | Nissan Performance Technology             | Nissan NPT-90 (en)                        | 500 kilomètres                            | Championnat IMSA GT                        |
| 1991                                  | Juan Manuel Fangio II                                            | All American Racers                       | Eagle-Toyota HF90                         | 500 kilomètres                            | Championnat IMSA GT                        |
| 1992                                  | Juan Manuel Fangio II                                            | All American Racers                       | Eagle-Toyota MK III                       | 2 heures 45 minutes                       | Championnat IMSA GT                        |
| 1993                                  | Juan Manuel Fangio II.(3)                                        | All American Racers.(3)                   | Eagle-Toyota MK III .(2)                  | 500 kilomètres                            | Championnat IMSA GT                        |
| 1994                                  | Giampiero Moretti Eliseo Salazar                                 | MOMO                                      | Ferrari 333 SP                            | 3 heures                                  | Championnat IMSA GT                        |
| 1995                                  | Butch Leitzinger James Weaver                                    | Dyson Racing                              | Riley & Scott Mk III-Ford                 | 3 heures                                  | Championnat IMSA GT                        |
| 1996                                  | Giampiero Moretti Max Papis                                      | MOMO.(2)                                  | Ferrari 333 SP                            | 6 heures                                  | Championnat IMSA GT                        |
| 1997                                  | Butch Leitzinger James Weaver Elliott Forbes-Robinson            | Dyson Racing                              | Riley & Scott Mk III-Ford                 | 6 heures                                  | Championnat IMSA GT                        |
| 1998                                  | Giampiero Moretti.(3) Mauro Baldi Didier Theys                   | MOMO Doran Racing                         | Ferrari 333 SP.(3)                        | 6 heures                                  | United States Road Racing Championship     |
| 1999                                  | Jean-Philippe Belloc David Donohue                               | Viper Team Oreca                          | Chrysler Viper GTS-R                      | 3 heures                                  | Championnat FIA GT                         |
| 2000                                  | James Weaver Andy Wallace Butch Leitzinger.(3)                   | Dyson Racing                              | Riley & Scott Mk III-Ford                 | 6 heures                                  | Grand American Road Racing Championship    |
| 2001                                  | Didier Theys Mauro Baldi Fredy Lienhard                          | Doran Racing                              | Ferrari 333 SP-Judd                       | 6 heures                                  | Grand American Road Racing Championship    |
| 2002                                  | James Weaver.(4) Chris Dyson                                     | Dyson Racing.(5)                          | Riley & Scott Mk III-Ford.(4)             | 6 heures                                  | Rolex Sports Car Series                    |
| 2003                                  | David Donohue Mike Borkowski Scott Goodyear                      | Brumos Porsche                            | Fabcar FDSC/03-Porsche                    | 6 heures                                  | Rolex Sports Car Series                    |
| 2004                                  | Max Papis Scott Pruett                                           | Chip Ganassi Racing                       | Riley Mk XI-Lexus                         | 6 heures                                  | Rolex Sports Car Series                    |
| 2005                                  | Tracy Krohn Niclas Jönsson                                       | Krohn Racing                              | Riley Mk XI-Pontiac                       | 6 heures                                  | Rolex Sports Car Series                    |
| 2006                                  | Jörg Bergmeister Boris Said                                      | Krohn Racing.(2)                          | Riley Mk XI-Ford                          | 6 heures                                  | Rolex Sports Car Series                    |
| 2007                                  | Alex Gurney Jon Fogarty                                          | Bob Stallings Racing                      | Riley Mk XI-Pontiac.(2)                   | 6 heures                                  | Rolex Sports Car Series                    |
| 2008                                  | Scott Pruett Memo Rojas                                          | Chip Ganassi Racing                       | Riley Mk XX-Lexus                         | 6 heures                                  | Rolex Sports Car Series                    |
| 2009                                  | Scott Pruett Memo Rojas                                          | Chip Ganassi Racing                       | Riley Mk XX-Lexus.(3)                     | 6 heures                                  | Rolex Sports Car Series                    |
| 2010                                  | Scott Pruett.(4) Memo Rojas.(3)                                  | Chip Ganassi Racing.(4)                   | Riley Mk XX-BMW                           | 6 heures                                  | Rolex Sports Car Series                    |
| 2011                                  | Max Angelelli Ricky Taylor                                       | SunTrust Racing                           | Dallara DP 04-Chevrolet                   | 6 heures                                  | Rolex Sports Car Series                    |
| 2012                                  | João Barbosa Darren Law                                          | Action Express Racing                     | Coyote Corvette DP                        | 6 heures                                  | Rolex Sports Car Series                    |
| 2013                                  | João Barbosa Christian Fittipaldi                                | Action Express Racing                     | Coyote Corvette DP                        | 6 heures                                  | Rolex Sports Car Series                    |
| 2014                                  | Michael Valiante Richard Westbrook                               | Spirit of Daytona Racing                  | Coyote Corvette DP                        | 6 heures                                  | Tudor SportsCar Championship               |
| 2015                                  | Michael Valiante Richard Westbrook                               | VisitFlorida.com Racing.(2)               | Coyote Corvette DP                        | 6 heures                                  | Tudor SportsCar Championship               |
| 2016                                  | Filipe Albuquerque João Barbosa.(3) Christian Fittipaldi.(2)     | Action Express Racing.(3)                 | Coyote Corvette DP.(5)                    | 6 heures                                  | WeatherTech SportsCar Championship         |
| 2017                                  | Filipe Albuquerque.(2) João Barbosa.(4) Christian Fittipaldi.(3) | Mustang Sampling Racing                   | Cadillac DPi-V.R                          | 6 heures                                  | WeatherTech SportsCar Championship         |
| 2018                                  | Misha Goikhberg Stephen Simpson Chris Miller                     | JDC-Miller Motorsports                    | Oreca 07                                  | 6 heures                                  | WeatherTech SportsCar Championship         |
| 2019                                  | Jonathan Bomarito Harry Tincknell Olivier Pla                    | Mazda Team Joest                          | Mazda RT24-P                              | 6 heures                                  | WeatherTech SportsCar Championship         |
| 2020                                  | Annulé à cause de la pandémie de Covid-19                        | Annulé à cause de la pandémie de Covid-19 | Annulé à cause de la pandémie de Covid-19 | Annulé à cause de la pandémie de Covid-19 | Annulé à cause de la pandémie de Covid-19  |
| 2021                                  | Jonathan Bomarito Oliver Jarvis Harry Tincknell                  | Mazda Motorsports                         | Mazda RT24-P                              | 6 heures                                  | WeatherTech SportsCar Championship         |
| 2022                                  | Filipe Albuquerque Ricky Taylor                                  | Konica Minolta Acura                      | Acura ARX-05                              | 6 heures                                  | WeatherTech SportsCar Championship         |
| 2023                                  | Connor De Phillippi Nick Yelloly                                 | BMW M Team RLL                            | BMW M Hybrid V8                           | 6 heures                                  | WeatherTech SportsCar Championship         |
| 2024                                  | Dane Cameron Felipe Nasr                                         | Team Penske                               | Porsche 963                               | 6 heures                                  | WeatherTech SportsCar Championship         |

## Pilotes
|    | Palmarès              | Palmarès            | Palmarès                 |
|    | Nom                   | Nombre de victoires | Éditions                 |
| -- | --------------------- | ------------------- | ------------------------ |
| 1  | Walt Hansgen          | 4                   | 1953, 1954, 1959 et 1962 |
| 1  | Derek Bell            | 4                   | 1975, 1984, 1986 et 1986 |
| 1  | James Weaver          | 4                   | 1995, 1997, 2000 et 2002 |
| 1  | Scott Pruett          | 4                   | 2004, 2008, 2009 et 2010 |
| 1  | João Barbosa          | 4                   | 2012, 2013, 2016 et 2017 |
| 6  | Jacky Ickx            | 3                   | 1968, 1972 et 1977       |
| 6  | Al Holbert            | 3                   | 1984, 1985 et 1986       |
| 6  | Juan Manuel Fangio II | 3                   | 1991, 1992 et 1993       |
| 6  | Giampiero Moretti     | 3                   | 1994, 1996 et 1998       |
| 6  | Butch Leitzinger      | 3                   | 1995, 1997 et 2000       |
| 6  | Memo Rojas            | 3                   | 2008, 2009 et 2010       |
| 6  | Christian Fittipaldi  | 3                   | 2013, 2016 et 2017       |
| 6  | Filipe Albuquerque    | 3                   | 2016, 2017 et 2022       |
| 14 | Phil Walters          | 2                   | 1951 et 1954             |
| 14 | George Constantine    | 2                   | 1956 et 1961             |
| 14 | Jim Hall              | 2                   | 1964 et 1965             |
| 14 | Mark Donohue          | 2                   | 1967 et 1968             |
| 14 | Jo Siffert            | 2                   | 1969 et 1970             |
| 14 | Henri Pescarolo       | 2                   | 1973 et 1975             |
| 14 | Riccardo Patrese      | 2                   | 1980 et 1981             |
| 14 | Geoff Brabham         | 2                   | 1988 et 1989             |
| 14 | Chip Robinson         | 2                   | 1989 et 1990             |
| 14 | Max Papis             | 2                   | 1996 et 2004             |
| 14 | Didier Theys          | 2                   | 1998 et 2001             |
| 14 | Mauro Baldi           | 2                   | 1998 et 2001             |
| 14 | David Donohue         | 2                   | 1999 et 2003             |
| 14 | Ricky Taylor          | 2                   | 2011 et 2022             |
| 14 | Michael Valiante      | 2                   | 2014 et 2015             |
| 14 | Richard Westbrook     | 2                   | 2014 et 2015             |
| 14 | Harry Tincknell       | 2                   | 2019 et 2021             |
| 14 | Jonathan Bomarito     | 2                   | 2019 et 2021             |

## Équipes
|    | Palmarès                    | Palmarès            | Palmarès                                         |
|    | Equipe                      | Nombre de victoires | Éditions                                         |
| -- | --------------------------- | ------------------- | ------------------------------------------------ |
| 1  | Cunningham                  | 8                   | 1951, 1952, 1954, 1955, 1957, 1958, 1959 et 1962 |
| 2  | Dyson Racing                | 5                   | 1987, 1995, 1997, 2000 et 2002                   |
| 3  | Action Express Racing       | 4                   | 2012, 2013, 2016 et 2017                         |
| 3  | Chip Ganassi Racing         | 4                   | 2004, 2008, 2009 et 2010                         |
| 5  | Team Penske                 | 3                   | 1967, 1968 et 2024                               |
| 5  | Martini Racing              | 3                   | 1976, 1977 et 1981                               |
| 5  | Holbert Racing              | 3                   | 1984, 1985 et 1986                               |
| 5  | All American Racers         | 3                   | 1991, 1992 et 1993                               |
| 5  | MOMO                        | 3                   | 1994, 1996 et 1988                               |
| 10 | Chaparral Cars              | 2                   | 1964 et 1965                                     |
| 10 | J.W. Automotive Engineering | 2                   | 1968 et 1970                                     |
| 10 | Matra Sports-Simca          | 2                   | 1973 et 1974                                     |
| 10 | Lancia Corse                | 2                   | 1980 et 1981                                     |
| 10 | Electramotive Engeineering  | 2                   | 1988 et 1989                                     |
| 10 | Doran Racing                | 2                   | 1998 et 2001                                     |
| 10 | Krohn Racing                | 2                   | 2005 et 2006                                     |
| 10 | Spirit of Daytona Racing    | 2                   | 2014 et 2015                                     |

## Constructeurs
|    | Palmarès       | Palmarès            | Palmarès                                                                 |
|    | Constructeur   | Nombre de victoires | Éditions                                                                 |
| -- | -------------- | ------------------- | ------------------------------------------------------------------------ |
| 1  | Porsche        | 12                  | 1963, 1969, 1970, 1976, 1977, 1978, 1979, 1984, 1985, 1986, 1987 et 2024 |
| 1  | Riley          | 7                   | 2004, 2005, 2006, 2007, 2008, 2009 et 2010                               |
| 1  | Ferrari        | 6                   | 1961, 1972, 1994, 1996, 1998 et 2001                                     |
| 1  | Coyote         | 5                   | 2012, 2013, 2014, 2015 et 2016                                           |
| 5  | Jaguar         | 4                   | 1953, 1955, 1956 et 1957                                                 |
| 5  | Riley & Scott  | 4                   | 1995, 1997, 2000 et 2002                                                 |
| 7  | Alfa Romeo     | .3                  | 1948, 1971 et 1975                                                       |
| 7  | Cunningham     | .3                  | 1951, 1952 et 1954                                                       |
| 7  | Nissan         | .3                  | 1988, 1989 et 1990                                                       |
| 7  | Eagle          | .3                  | 1991, 1992 et 1993                                                       |
| 11 | Lister         | 2                   | 1958 et 1959                                                             |
| 11 | Chaparral Cars | 2                   | 1964 et 1965                                                             |
| 11 | Lola Cars      | 2                   | 1966 et 1967                                                             |
| 11 | Matra Simca    | 2                   | 1973 et 1974                                                             |
| 11 | Lancia         | 2                   | 1980 et 1981                                                             |
| 11 | Mazda          | 2                   | 2019 et 2021                                                             |

## Voitures
|   | Palmarès                  | Palmarès            | Palmarès                       |
|   | Véhicule                  | Nombre de victoires | Éditions                       |
| - | ------------------------- | ------------------- | ------------------------------ |
| 1 | Coyote Corvette DP        | 5                   | 2012, 2013, 2014, 2015 et 2016 |
| 2 | Porsche 935               | 4                   | 1976, 1977, 1978 et 1979       |
| 2 | Porsche 962               | 4                   | 1984, 1985, 1986 et 1987       |
| 2 | Ferrari 333 SP            | 4                   | 1994, 1996, 1998 et 2001       |
| 2 | Riley & Scott Mk III-Ford | 4                   | 1995, 1997, 2000 et 2002       |
| 2 | Riley Mk XI               | 4                   | 2004, 2005, 2006 et 2007       |
| 6 | Jaguar D-Type             | 3                   | 1955, 1956 et 1957             |
| 6 | Riley Mk XX               | 3                   | 2008, 2009 et 2010             |
| 8 | Cunningham C-4R-Chrysler  | 2                   | 1952 et 1954                   |
| 8 | Chaparral 2A-Chevrolet    | 2                   | 1964 et 1965                   |
| 8 | Lola T70-Chevrolet        | 2                   | 1966 et 1967                   |
| 8 | Matra Simca MS670         | 2                   | 1973 et 1974                   |
| 8 | Lancia Beta Montecarlo    | 2                   | 1980 et 1981                   |
| 8 | Nissan GTP ZX-Turbo       | 2                   | 1988 et 1989                   |
| 8 | Eagle-Toyota MK III       | 2                   | 1992 et 1993                   |
| 8 | Mazda RT24-P              | 2                   | 2019 et 2021                   |